# Долгая Лука (Сумская область)
Долгая Лука (укр. Довга Лука) — село, Байракский сельский совет, Липоводолинский район, Сумская область, Украина. Код КОАТУУ — 5923280402. Население по переписи 2001 года составляло 195 человек.

## Географическое положение
Село Долгая Лука находится на расстоянии в 1,5 км от сёл Байрак, Липовское и Липовка. По селу протекает пересыхающий ручей с запрудой.

## Экономика
- Молочно-товарная ферма.